# 1704 în literatură
- 1703 în literatură — 1704 în literatură — 1705 în literatură

Anul 1704 în literatură a implicat o serie de evenimente și cărți noi semnificative.